# Keep the Faith (canción de KAT-TUN)
«Keep the faith» es el sexto sencillo de la boy band japonesa KAT-TUN y el segundo para su terccer álbum de estudio, KAT-TUN III -Queen of Pirates-. Fue lanzado en tres ediciones con tres portadas distintas, la edición normal contiene todas las canciones y sus versiones instrumentales, la first press edición con un bonus track titulado "Lovin'U" y su versión instrumental y la edición limitada fue empaquetado con un DVD con el video musical del sencillo y sobre la realización del video musical.
El sencillo fue lanzado el 21 de noviembre de 2007 y se convirtió en el quinto número uno consecutivo de KAT-TUN en el Oricon weekly singles chart.

## Lista de pistas
- Edición Normal

| N.º | Título | Escritor(es) | Duración |  |

- First Press Edición Limitada

| N.º | Título | Escritor(es) | Duración |  |

- DVD

| N.º | Título                           | Duración |  |
| 1.  | «Keep the faith (video musical)» |          |  |
| 2.  | «Keep the faith (making of PV)»  |          |  |